# Мартин (град)
Мартин (слч. Turčiansky Svätý Martin до 1950, мађ. Turócszentmárton, лат. Sanctus Martinus/Martinopolis) град је у сјеверној Словачкој, смјештен на ријеци Туријак, под Малом Фатром, близу Жилине. Има око 59.000 становника, који га чине осмим по величини градом у Словачкој. Он је средиште регије Туријек и истоименог округа.

## Дијелови града
Мартин има десет дијелова града: 
- Јаходњики (Jahodníky)
- Љадовењ (Ľadoveň)
- Стред (Stred)
- Север (Sever)
- Кошути (Košúty)
- Подхај (Podháj)
- Страње (Stráne)
- Прјекопа (Priekopa)
- Томчани (Tomčany)
- Затурчје (Záturčie)

## Клима
- Просјечна годишња температура: 7 - 7.5 °C
- Просјечна годишња падавина кише: 750 - 860

## Историја
Прво помињање Мартина је било 1264. под именом Zenthmarton, а насеље је 1340. добило статус слободног краљевскога града.
У турбулентном 15. веку је град претрпио много катастрофа, на примјер приликом напада Хусита 1433, када је град спаљен. Само десет година послије, земљотрес га је уништио.
Од 18. века град постаје сједиште Туријек округа.
Град је постао словачко културно сједиште у 19. веку. Неколико културних институција(укључујући Матица Словачка и Словачки национални музеј) су основани у њему. Велике политичке активности које су довеле до словачке националне еманципације у 19. и раном 20. веку, биле су организоване у или из Мартина. Град се такође индустријализовао у то доба. Прва штампарија је отворена 1869, а фабрика намештаја Tatra nábytok 1890.
Град је изгубио на значају када је Братислава постала главни град 1918. Данас се у њему налази сједиште Словачке народне библиотеке и Матице словачке.
Народна скупштина Републике Словачке прогласила је град Мартин градом Словачке културе 24. августа 1994.

## Демографија
| Година:    | 1994.  | 2004.   | 2014.   | 2024.    |
| ---------- | ------ | ------- | ------- | -------- |
| Број људи: | 60 511 | 59 449  | 56 053  | 50 346   |
| Разлика:   |        | -1,75 % | -5,71 % | -10,18 % |

| Година:    | 2023.  | 2024.   |
| ---------- | ------ | ------- |
| Број људи: | 50 629 | 50 346  |
| Разлика:   |        | -0,55 % |

Мартин је имао популацију од 59,257 (Децембра 31, 2005). По попису из 2001, 94,9% од становника били су Словаци, 1,6% Чеси, 0,5% Роми, и 0,2% Мађари. Састав религија је био: 44,1% римокатолици, 31,2% без религије и 17,2% протестанти.

## Знаменитости
Најстарија зграда је Романскна црква посвећена Светом Мартину од Турса (13. век). Словачки Народни Музеј је поставио своју етнографску збирку у Мартину. Музеј под ведрим небом у селу Jahodnícke háje излаже традиционалну руралну архитектуру и фолклорну традицију из региона Туријек.
Град је окружен планинским вијенцима Мале и Велике Фатре, који током зиме нуде сјајне услове за скијање, а лети за планинарење.

## Школство
Медицински факултет (дио Универзитета Коменског) је смјештен у Мартину.

## Спорт
- Хокеј на леду: МХЦ Мартин игра у Словачкој Екстралиги.

## Саобраћај
Мартин се налази поред главног пута из Братиславе за Кошице и главне жељезничке пруге, а директно је повезан са Жилином, Турчјанским Тјеплицама и Ружомбероком.
Јавни градски превоз не покрива само Мартин, већ и оближњи градић Врутки и три села (Бистричка, Липовец, Турчјанске Кљачани).

## Градови побратими
- Гота, Немачка
- Хогевен, Холандија
- Карвина, Чешка Република
- Јичин, Чешка Република
- Калиш, Пољска
- Бачки Петровац, Србија

## Познати људи
- Јанко Алексу, сликар
- Милош Александар Базовски, сликар
- Мартин Бенка, сликар
- Барбора Бобулова, глумица
- Здено Цигер, играч хокеја на леду
- Јанко Јесенски, писац
- Андреј Кмет, научник
- Милослав Шмит, организатор ватрогасних бригада
- Роберт Швехла, играч хокеја на леду